# Hans Günter Ulrich
Hans Günter Ulrich (* 1942) ist ein deutscher evangelischer Theologe.

## Leben
Nach der Promotion zum Dr. theol. in Mainz 1973 und der Habilitation in Bonn 1981 wurde er Professor für systematische Theologie in Erlangen-Nürnberg.

## Schriften (Auswahl)
- Anthropologie und Ethik bei Friedrich Nietzsche. Interpretationen zu Grundproblemen theologische Ethik. München 1975, ISBN 3-459-01012-6.
- Eschatologie und Ethik. Die theologische Theorie der Ethik in ihrer Beziehung auf die Rede von Gott seit Friedrich Schleiermacher. München 1988, ISBN 3-459-01763-5.
- als Herausgeber: Evangelische Ethik. Diskussionsbeiträge zu ihrer Grundlegung und ihren Aufgaben. München 1990.
- Freiheit im Leben mit Gott. Texte zur Tradition evangelischer Ethik. München 1993.
- Wie Geschöpfe leben. Konturen evangelischer Ethik. Münster 2005; 22007, ISBN 978-3-8258-5510-9.
- als Herausgeber mit Ulrich Duchrow: Religionen für Gerechtigkeit in Palästina-Israel. Jenseits von Luthers Feindbildern. Berlin 2017, ISBN 978-3-643-13767-8.